# Konwencja paryska o ochronie własności przemysłowej (1883)
Konwencja paryska o ochronie własności przemysłowej (ang. Paris Convention for the Protection of Industrial Property, fr. Convention de Paris pour la protection de la propriété industrielle) – umowa międzynarodowa podpisana w Paryżu 20 marca 1883, kilkakrotnie uzupełniana, zmieniona w Sztokholmie 14 lipca 1967. Ustanowiła Międzynarodowy Związek Ochrony Własności Przemysłowej (Union internationale pour la protection de la propriété industrielle). Należy do niego 179 państw.
Polska przystąpiła do Związku w 1919 r.
Każde państwo – strona musi przyznać taką samą ochronę własności przemysłowej obywatelom innych państw – stron, jaką przyznaje swoim (art. 2 i 3). Dokonanie prawidłowego zgłoszenia o udzielenie patentu na wynalazek, zgłoszenia wzoru użytkowego, wzoru przemysłowego lub znaku towarowego  uprawnia do prawa pierwszeństwa w innych państwach (art. 4).
Po zmianach z 1967 depozytariuszem jest Dyrektor Generalny WIPO (art. 21). Spory rozpatruje Międzynarodowy Trybunał Sprawiedliwości, chyba że strony rozwiążą spór w inny w sposób (art. 28). Językiem autentycznym jest jęz. francuski (art. 29).
Zobacz też: Konwencja berneńska o ochronie dzieł literackich i artystycznych, Układ o współpracy patentowej.